# Scoltenna
Lo Scoltenna (anticamente anche Scultenna) è un torrente dell'Emilia-Romagna, principale ramo sorgentizio del fiume Panaro.

## Percorso
Il torrente nasce a sua volta dall'unione di svariati torrenti minori, tra i quali il più lungo è il Rio delle Tagliole (10 km), che sgorga sullo spartiacque appenninico dal versante nord del Monte Rondinaio (1.964 m s.l.m.), scendendo a valle in direzione nord-est dopo aver ricevuto gli emissari del Lago Santo (1.501 m s.l.m.) e del Lago Baccio (1.554 m s.l.m.), fino in località Ponte Modino, alla periferia sud di Pievepelago.  

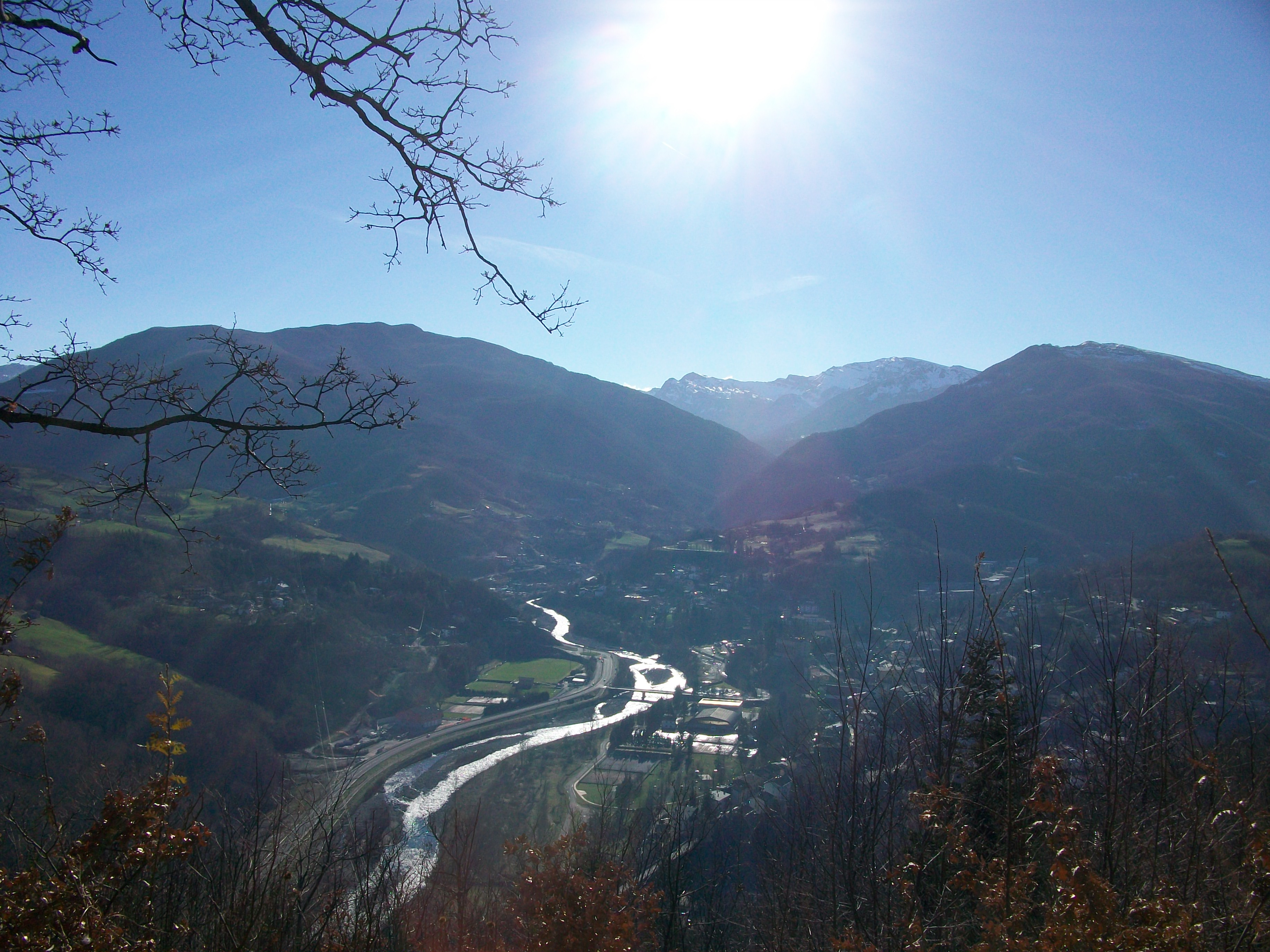
Scoltenna nell'abitato di Pievepelago

Nel Rio delle Tagliole confluisce poi da destra un corso d'acqua che porta già il nome Scoltenna, formato a sua volta dall'unione di due torrenti nei pressi di Fiumalbo, il rio Acquicciola che scende da destra raccogliendo le acque del bacino del Cimone e del Libro Aperto, e da sinistra il Rio delle Pozze (6 km), emissario del Lago Piatto (1.790 m s.l.m.), proveniente dallo spartiacque appenninico dell'Alpe Tre Potenze (1.940 m s.l.m.); il Rio delle Pozze, dopo il Ponte Picchiasassi di Dogana Nuova, raccoglie le acque del torrente Motte (5 km), proveniente dal Passo dell'Abetone, e diventa Rio San Francesco. 
A Ponte Modino di Pievepelago lo Scoltenna, appena ricevuto da sinistra il Rio delle Tagliole, riceve da destra il breve rio Fossone che scende dall'Alpicella del Cimone (1.738 m s.l.m.), poi subito dopo, da sinistra, l'importante contributo del rio Perticara o rio di Sant'Annapelago (10 km): quest'ultimo nasce alle pendici del Monte Spicchio e per mezzo di un vasto ventaglio di rii e torrenti (rio di Valdarno, rio Fontanaccie che scende dal Monte Giovo (1.991 m s.l.m.), Fosso di Ca' di Guido, ecc.) drena tutta la vasta valle percorsa dalla strada che porta al valico della Foce delle Radici (1.529 m s.l.m.) ed al noto Santuario di San Pellegrino in Alpe (1.600 m s.l.m.), da cui, con suggestivo panorama, si domina la Garfagnana da una possente balconata a strapiombo sull'alto bacino del fiume Serchio.

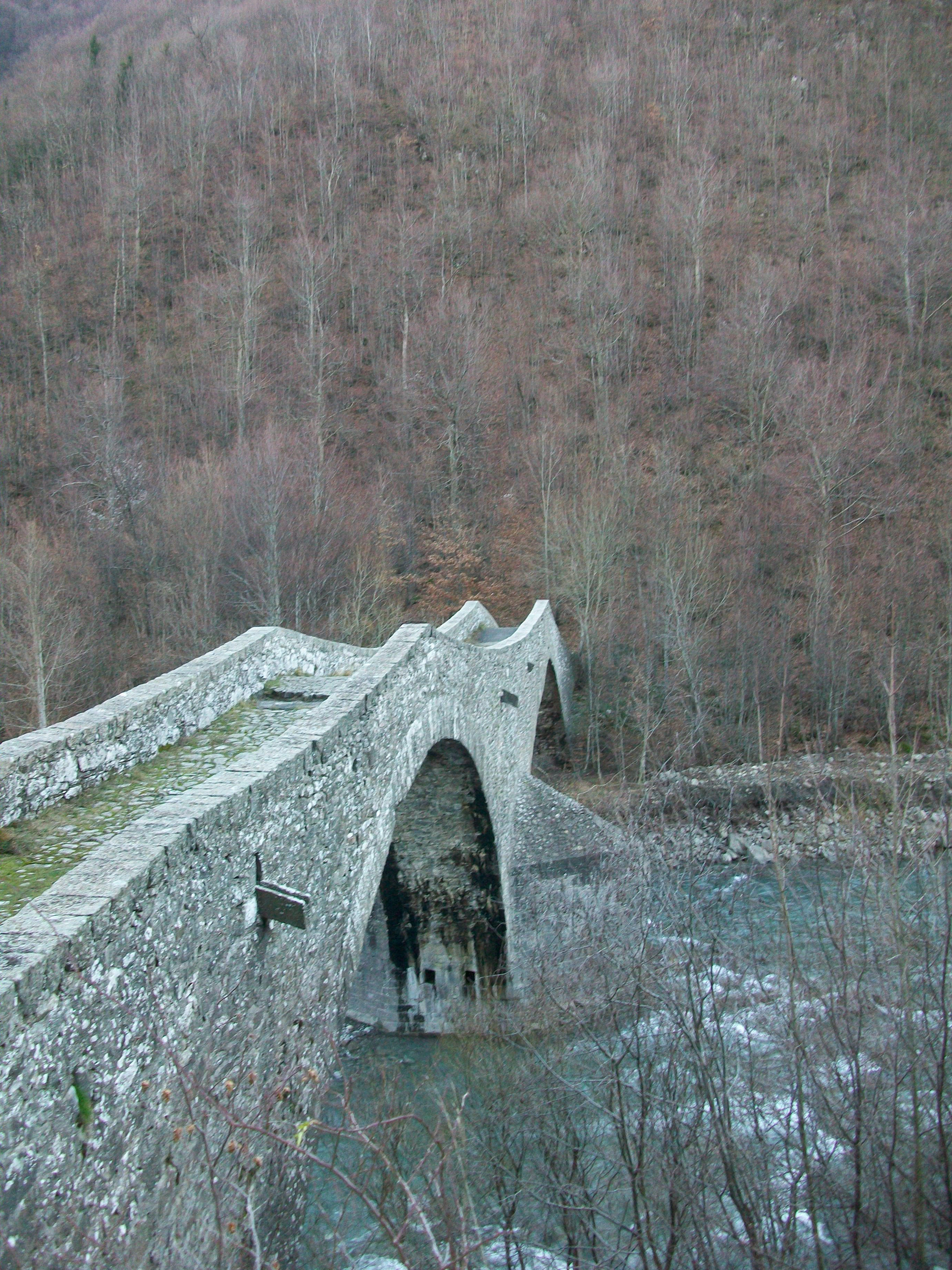
Ponte della Fola sullo Scoltenna

Dopo Pievepelago - ancora in provincia di Modena - lo Scoltenna volge verso est aggirando da ovest il grande massiccio del Monte Cimone (2.165 m s.l.m., la massima vetta dell'Appennino settentrionale); in questo tratto tocca i territori di Riolunato, Montecreto (riva destra), Lama Mocogno, Pavullo nel Frignano (riva sinistra; è in quest'ultimo comune il Ponte di Olina del XVI secolo), fino alla confluenza con il torrente Leo, che avviene sotto Montespecchio, dopo un corso propriamente detto (da Fiumalbo) di 26 km, inferiore all'asta Scoltenna-Tagliole lunga 33 km; da qui Scoltenna e Leo formano il Panaro.

## Affluenti

### Torrenti di sinistra
- Rio Asinari
- Rio Perticara
- Rio delle Tagliole

### Torrenti di destra
- Rio Vesale: lungo 8 km, nasce a Sestola e sfocia presso Casine
- Rio Becco: lungo 4,3 km, nasce nel Monte Cervarola (1640 m) e sfocia a Magrignana (Montecreto)
- Torrente Pistone: lungo 4km, nasce nel Monte Cimone e sfocia a Pievepelago.